# Élections locales écossaises de 2007
Les élections locales écossaises de 2007 se sont déroulées le 3 mai 2007.

## Résultats
| Partis | Partis              | Voix      | Voix  | Voix       | Total des sièges | Total des sièges | Total des sièges |
| Partis | Partis              | Votes     | %     | +/−        | Sièges           | +/−              |                  |
| ------ | ------------------- | --------- | ----- | ---------- | ---------------- | ---------------- | ---------------- |
|        | Travailliste        | 590 085   | 28,1  | 4,5        | 348 / 1222       | 161              |                  |
|        | SNP                 | 585 885   | 27,9  | 3,8        | 363 / 1222       | 182              |                  |
|        | Conservateur        | 327 591   | 15,6  | 0,5        | 143 / 1222       | 21               |                  |
|        | Libéraux-démocrates | 266 693   | 12,7  | 1,8        | 166 / 1222       | 9                |                  |
|        | Indépendants        | 228 894   | 10,9  | 0,8        | 192 / 1222       | 38               |                  |
|        | Autres              | 102 897   | 4,9   | 1,3        | 10 / 1222        | 6                |                  |
| Total  | Total               | 2 099 945 | 100,0 | stagnation | 1222 / 1222      | stagnation       |                  |

### Majorité dans les conseils

Majorité dans les conseils

| Conseil               | Majorité sortante | Majorité sortante | Majorité élue | Majorité élue | Lien      |
| --------------------- | ----------------- | ----------------- | ------------- | ------------- | --------- |
| Aberdeen City         |                   | Sans majorité     |               | Sans majorité | Résultats |
| Aberdeenshire         |                   | Sans majorité     |               | Sans majorité | Résultats |
| Angus                 |                   | SNP               |               | Sans majorité | Résultats |
| Argyll and Bute       |                   | Indépendant       |               | Sans majorité | Résultats |
| Clackmannanshire      |                   | Travailliste      |               | Sans majorité | Résultats |
| Dumfries and Galloway |                   | Sans majorité     |               | Sans majorité | Résultats |
| Dundee City           |                   | Sans majorité     |               | Sans majorité | Résultats |
| East Ayrshire         |                   | Travailliste      |               | Sans majorité | Résultats |
| East Dunbartonshire   |                   | Sans majorité     |               | Sans majorité | Résultats |
| East Lothian          |                   | Travailliste      |               | Sans majorité | Résultats |
| East Renfrewshire     |                   | Sans majorité     |               | Sans majorité | Résultats |
| City of Edinburgh     |                   | Sans majorité     |               | Sans majorité | Résultats |
| Falkirk               |                   | Sans majorité     |               | Sans majorité | Résultats |
| Fife                  |                   | Sans majorité     |               | Sans majorité | Résultats |
| Glasgow City          |                   | Travailliste      |               | Travailliste  | Résultats |
| Highland              |                   | Indépendant       |               | Sans majorité | Résultats |
| Inverclyde            |                   | LibDem            |               | Sans majorité | Résultats |
| Midlothian            |                   | Travailliste      |               | Sans majorité | Résultats |
| Moray                 |                   | Indépendant       |               | Sans majorité | Résultats |
| Na h-Eileanan Siar    |                   | Indépendant       |               | Indépendant   | Résultats |
| North Ayrshire        |                   | Travailliste      |               | Sans majorité | Résultats |
| North Lanarkshire     |                   | Travailliste      |               | Travailliste  | Résultats |
| Orkney                |                   | Indépendant       |               | Indépendant   | Résultats |
| Perth and Kinross     |                   | Sans majorité     |               | Sans majorité | Résultats |
| Renfrewshire          |                   | Travailliste      |               | Sans majorité | Résultats |
| Scottish Borders      |                   | Sans majorité     |               | Sans majorité | Résultats |
| Shetland              |                   | Indépendant       |               | Indépendant   | Résultats |
| South Ayrshire        |                   | Sans majorité     |               | Sans majorité | Résultats |
| South Lanarkshire     |                   | Travailliste      |               | Sans majorité | Résultats |
| Stirling              |                   | Sans majorité     |               | Sans majorité | Résultats |
| West Dunbartonshire   |                   | Travailliste      |               | Sans majorité | Résultats |
| West Lothian          |                   | Travailliste      |               | Sans majorité | Résultats |